# Alain Philippon
Pour les articles homonymes, voir Philippon.
Alain Philippon, né le 2 octobre 1946 dans le 17e arrondissement de Paris et mort le 29 septembre 1998 dans le 5e arrondissement, est un enseignant, journaliste, critique de cinéma, et réalisateur français,.

## Biographie
Jeune cinéphile, Alain Philippon lit les Cahiers du cinéma dès 1963, publiant une lettre dans le courrier des lecteurs de la revue en août 1965, pour louer la complexité des textes et recommander la publication d'un "dictionnaire des Cahiers" pour présenter l'équipe. Au cours des années 1970, il devient enseignant de lettres et se rapproche du nouveau groupe de la revue.
Il entre à son tour aux Cahiers en juillet-août 1981, dans le premier numéro dirigé par Serge Toubiana après le départ de Serge Daney pour Libération. Il devient collaborateur régulier pendant sept ans, écrivant dès lors plus de 200 textes. Il s'intéresse aux Américains Brian De Palma, John Sayles, ou Martin Scorsese, aux auteurs européens Jean-Claude Brisseau, Éric Rohmer, Philippe Garrel, Jacques Doillon, Marco Bellocchio ou Víctor Erice, et réalise des entretiens avec Chantal Akerman (1982), Jean-Marie Straub et Danièle Huillet (1984), Leos Carax (1986), Alain Resnais (1986) ou Philippe Garrel (1988). Pendant ses années aux Cahiers, il pousse la revue à s'intéresser aux relations entre cinéma et théâtre, et aux acteurs, faisant le portrait ou s'entretenant avec Dominique Sanda, Bulle Ogier, Sandrine Bonnaire, Jeremy Irons, Erland Josephson, Catherine Mouchet ou encore Denis Lavant, jusqu'à l'aboutissement de son travail avec le numéro 407-408 spécial « Acteurs » en mai 1988.
Alors qu'il est encore aux Cahiers, Philippon réalise son premier court métrage La Femme sans ombre, présenté en compétition au premier Festival du film de Belfort - Entrevues dirigé par Janine Bazin en 1986,. La même année, il publie son premier livre dans la nouvelle collection « Auteurs » des éditions des Cahiers, une monographie de Jean Eustache, mort cinq ans plus tôt. Il publie sur ses auteurs fétiches dans les années 1980, au sein d'ouvrages collectifs sur Nanni Moretti et Philippe Garrel, avec une monographie d'André Téchiné, et un essai sur À nos amours de Maurice Pialat aux éditions Yellow Now. Après son départ des Cahiers en juillet-août 1988, il réalise son premier long métrage avec les élèves du Théâtre national de Strasbourg. Présenté à Belfort, Les Filles du Rhin reçoit le Grand Prix spécial du long métrage français.
Au cours des années 1990, ayant cessé son activité d'enseignement, Philippon réécrit sur Garrel, Doillon, ou Resnais dans les Cahiers, édite les conférences du Collège d'histoire de l'art cinématographique de la Cinémathèque française de Dominique Païni, et publie au printemps 1997 son premier texte dans la revue Trafic, « A Star Is Dead », pour reparler de John Sayles et de son dernier film Lone Star. Il a alors le projet d'écrire un ouvrage sur Michelangelo Antonioni, et un essai sur Profession : reporter. Il se suicide à l'âge de 51 ans le 27 septembre 1998, et, meurt deux jours après.
En 2002, un recueil de ses textes critiques, Le blanc des origines, paraît chez Yellow Now.

## Filmographie

### Réalisateur
- 1986 : La Femme sans ombre (court métrage)
- 1990 : Les Filles du Rhin